# Международный комитет по таксономии вирусов

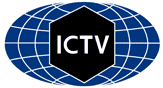
Официальный логотип

Международный комитет по таксономии вирусов (англ. International Committee on Taxonomy of Viruses, ICTV) — занимается организацией таксономической классификации вирусов. ICTV была разработана универсальная система таксономии для описания всех существующих вирусов. Члены комитета являются признанными мировыми экспертами в области вирусологии. Комитет организован и управляется Отделением Вирусологии International Union of Microbiological Societies. Разделение видов внутри семейств производится отдельными исследовательскими группами, в которых входят эксперты по данным семействам.
Комитет также разрабатывает базу данных, в которой на март 2020 года содержится информация о таксономическом положении 6590 видов вирусов, вироидов и сателлитов. База данных открыта для свободного доступа.

## Цели
Официально целями ICTV являются:
1. Разработка международно признанной таксономической системы для вирусов
2. Разработка международно признанных названий для таксонов вирусов, в том числе, отдельных видов и субвирусных агентов
3. Ознакомление об изменениях в таксонах вирусов, в том числе, международным сообществам вирусологов и публикация в интернете
4. Поддержка списка названий вирусов
5. Поддержка базы данных ICTV в сети интернет, в которой содержится информация о каждом таксоне, а также названия всех таксонов на всех основных языках

## Номенклатура
Основные принципы ICTV номенклатуры вирусов:
- Стабильность
- Избегать или ограничивать использование названий, которые могут вызвать ошибки или путаницу
- Избегать создание избыточных названий

Универсальная классификация вирусов, созданная ICTV, использует немного измененную систему биологической систематики. Используются следующие таксоны: порядок, семейство, подсемейство, род и вид. В случае, когда отнесение вида к роду неоднозначно, но принадлежность к семейству не вызывает сомнений, вирус относят к неопределенному роду семейства.
Стабильность систематики вирусов по версии ICTV очень высока. Каждый род и каждый вид, существовавший в 1980-х, существовал по крайней мере до 2005 года.

## Названия и изменения таксонов
Предложения о новых названиях, изменениях названий и установлении таксонов обрабатываются исполнительным комитетом ICTV.
Название таксона должно быть утверждено ICTV, названия принимаются лишь в случае, когда установлена связь между вышестоящими таксонами. Если для таксона не предложено подходящего имени, таксон может оставаться неназванным до принятия приемлемого международного названия.

## Правила именования

### Для видов
Название виду подбирают из максимально возможно коротких, название вида должно однозначно характеризовать вид и отличать его от других видов. Цифры, буквы или их комбинации могут быть использованы в качестве видовых эпитетов. Однако только последовательности букв или цифр не могут являться видовыми эпитетами. При описании новых видов, нумерация может быть продолжена.

### Для родов
К одному роду вирусов относят виды, сходные по некоторым важным свойствам, часто отличающихся либо в хозяине, либо в вирулетности. Название рода оканчивается на -virus. Принятие нового рода сопровождается подбором типового вида.

### Для подсемейств
Подсемейство — это группа родов, имеющих общие признаками. Таксон подсемейство используется для разрешения сложных иерархических структур. Название подсемейства оканчивается на -virinae.

### Для семейств
Семейство — это группа родов, которые либо не упорядоченных или нет в подсемейства, имеющих общие признаки, название оканчивается на -viridae.

### Для порядков
Порядок — это группа семейств с некоторыми общими характеристиками, название оканчивается на -virales.

## Орфография
1. Названия таксонов вирусов рангом выше рода пишут курсивом, с заглавной буквы.
2. Названия видов пишут курсивом, первое слово в названии — с заглавной буквы, все другие слова пишут со строчной буквы, кроме собственных имен существительных.
3. Обычно перед названием таксона пишут ранг таксономической единицы.

## База данных
Разработка базы данных поддерживается ICTV с 1991 года, и была изначально предназначена для поддержания таксономических исследований. База данных классифицирует вирусы по химическим характеристикам, типу генома, особенностям репликации нуклеиновой кислоты, заболеваниям, векторам заражения, географическому распределению.

## Внешние ссылки
- ictv.global (англ.) — официальный сайт Международный комитет по таксономии вирусов